# Chromalveolata
Chromalveolata là một siêu nhóm sinh vật nhân thực.